# 石港镇
石港镇，是中华人民共和国江苏省南通市通州区下辖的一个乡镇级行政单位。

## 行政区划
石港镇下辖以下地区：
草市桥社区、广济桥社区、金庄社区、渔湾社区、石西社区、四港村、江海村、志田村、睹史院村、北渡村、石东村、花市街村、乐观村、新貌村和马道村。